# Geron priapeus
Geron priapeus är en tvåvingeart som beskrevs av Mario Bezzi 1920. Geron priapeus ingår i släktet Geron och familjen svävflugor. Inga underarter finns listade i Catalogue of Life.